# ゴーJ!
ゴーJ!は、MBSラジオで放送されていたラジオ番組。
なお放送開始・終了日などはあくまで暦日で表記しているため、注意のこと。

## 出演者

### 出演者
- 陣内智則
- ゲスト出演者

### 過去の出演者
番組リニューアル前の2008年11月15日までの出演者。準レギュラーの芸人はそれ以降も、シャッフルされ登場している。
アシスタント
- 御秒奈々（2008年4月5日 - 11月15日、大学卒業を優先させるため卒業。）
- 美崎悠（ - 2008年3月29日、活動拠点を東京に移したため卒業。）

準レギュラー
- サバンナ（八木真澄・高橋茂雄）
- シャンプーハット（小出水・てつじ）
- 徳井義実（東京に住居を移してからは滅多に出演せず、最後の出演は2008年1月12日。）
  - チュートリアル（徳井義実・福田充徳、 - 2007年3月、コンビから福田のみが卒業。）
- すっちー＆たーちん（元ビッキーズの須知裕雅・ランディーズの中川貴志、2007年10月 - ）
  - ビッキーズ（須知裕雅・木部信彦、- 2007年9月、木部のみ芸能界引退に伴い卒業。）
- baseメンバー（baseよしもと所属の若手芸人が出演、2007年10月 - ）
  - スマイル（瀬戸洋祐・ウーイェイよしたか、2007年6月 - 9月、ジャンクションに代わりレギュラー化。2008年1月11日にはbaseメンバーとして出演。）
  - ジャンクション（原田良也・下林朋央、2007年4月 - 6月、ブラックマヨネーズに代わりレギュラー入りしたが、同年10月の改編時にレギュラーから外れていたことが発表。）
  - ブラックマヨネーズ（小杉竜一・吉田敬、 - 2007年3月）
- 月亭八光（2008年1月 - 、ラジオ番組「MBSサウンドキングダム」とTV番組「なまみつ」開始の2008年4月以降は、収録日が重なるため公開収録にのみ出演。）

## 概要
2006年4月8日番組開始。MBSラジオで同年3月まで放送されていた「ゴーゴーモンキーズ」（陣内とシャンプーハットは月曜日を担当していた）終了に伴い、「ゴーK!」や「ゴー傑P」と共に番組開始となった。共通の番組ホームページやスペシャルウィークでの連動企画、告知CMの放送など、3番組での連動企画が多数行われていた。
番組内容は出演者によるトークが中心。
録音番組であり、番組収録は基本的に毎週木曜日に行われている。また番組ホームページでは、オープニングトーク部分がネット配信されている。
メインパーソナリティーの陣内に加え、「陣内智則の仲間」として陣内の同期及び後輩の芸人がゲストで出演する。出演者はコンビでもシャッフルされて別々に出演する事もある。次週の出演者は番組の最後に発表される。
2008年11月22日の番組リニューアルまでは、出演者はアシスタントの女性タレント一人と、「陣内さんのお友達」として陣内の後輩芸人が順不同で出演していた。過去に月亭八光が陣内に気に入られてレギュラー入りしたり、逆にチュートリアル福田やジャンクションが事後報告の形で降板するなど出演者は変わりやすい。さくまあきらやTHEイナズマ戦隊の上中丈弥など、陣内と交友関係のある人物がゲスト出演することもあった。
余談として、番組中では当時陣内夫人であった藤原紀香が出演する日本赤十字社のCMが流れており、陣内がそれに触れた事があった。

## コーナー

### 現在のコーナー
- おたよりのコーナー

リスナーからの投稿を元に、出演者がトークするふつおたのコーナー。
- ゴーJ!見〜つけた!

TVやプライベート等における出演者の目撃談をリスナーから募集するコーナー。

### 過去のコーナー
サバンナ出演時
- 噂of陣内

陣内が東京に行っている間に関西でたった噂をリスナーから募集し、高橋が紹介する。
- 八木ちゃんのダイエットスクール

太り気味な陣内に八木がダイエット方法を伝授する。陣内が自力で痩せたためコーナー終了。
シャンプーハット出演時
- てつじのどうかしてるで！

「おたよりのコーナー」前に、てつじが自身の身の周りに起こった「どうかしてるで！」という出来事を紹介する。
- エンディングコーナー

その週で没になった投稿を、てつじ扮するキャラクターが番組エンディングに紹介する。
登場キャラクターは、漫画読み介（「ゴーゴーモンキーズ」月曜日からの引継ぎキャラ）→紳士→哲休（てっきゅう）和尚→つけ・麺太郎
- こいちゃんレター

小出水が共演者や番組スタッフ等様々な人にあてた手紙を執筆し紹介する。
- こいちゃんソング

「こいちゃんレター」に代わるコーナー。
リスナーから依頼を募集し、小出水が替え歌を作り歌う。原曲は依頼者が指定することができるが、小出水が知らない曲の場合は自動的に藤井フミヤの「TRUE LOVE」となる。なお今までTRUE LOVE以外の歌が歌われたことはない。
徳井義実出演時
- 電話のコーナー

スタジオから電話をかけると、なぜか徳井扮するヨギータに繋がってしまう。コーナー名は1回ごとに変わる。
チュートリアル出演時
- 働くゴーJ!

深夜にもかかわらず働いている人と電話で話すコーナーだが、なぜか徳井扮するヨギータに繋がってしまう。
- 陣内さんの代わりに、○○してきますわ！

徳井が多忙な陣内の代わりにしてくることを発表し、次週でその内容を報告する。○○の部分は1回ごとに変わる。
- 福田充徳のハングオン！

バイク好きの福田が、バイクの素晴らしさを語る。しかし他の出演者は興味がないため雑談を始めてしまう。
すっちー＆たーちん出演時
- ゴーJ!恋愛相談室

リスナーから恋愛相談を募集し、それにメンバーが答える。
ビッキーズ出演時
- ビビビビ！木部アンテナ

木部が自らのアンテナに引っ掛かった商品などをランキング方式で紹介する。しかし陣内があまり興味を示さないため終了。
- ビビビビ！木部ドリル

「ビビビビ！木部アンテナ」に代わるコーナー。
クイズ好きの陣内のために、木部が自らのアンテナに引っ掛かったニュースからクイズを出題する。回答者は陣内・美崎・須知の3名。
- ビキプロデュース

ビッキーズが、陣内やサークルJの今後をプロデュースする。
baseメンバー出演時
- 陣内さんここいじってランキング

陣内と接することの少ないbaseメンバーが、自分達の特徴などをランキング方式で発表し、陣内にいじってもらう。
スマイル出演時
- スマイルよしたかの怖い話

リスナーから怖い話を募集し、ウーィエイよしたか紹介する。
ジャンクション出演時
- baseよしもとニュースランキング

ジャンクションがbaseよしもとで起こった出来事を報告する。
ブラックマヨネーズ出演時
- LOVE問答

吉田が抱いているLOVEな疑問ついて出演者で話し合い、コーナー最後に吉田が結論を出す。
- 今週のすいません

吉田が番組中でしでかした不祥事を、番組エンディングに振り返り謝る。
月亭八光出演時
- 落語ステーション

八光が落語界の情報を紹介するコーナー。

## 年表
2006年
- 4月8日 - 番組開始。当時の放送時間は1:00 - 2:00。
- 12月30日 - 「ゴーK!」との合同番組「オールザッツレイディオ　ゴーJ・K!」として放送。美崎悠に加え「ゴーK!」からスムルース徳田と小塚舞子が出演し、毎日放送で同時間に生放送された「オールザッツ漫才」の合間を縫って、「ゴーJ!」や「ゴーK!」、「ゴー傑P」からもお笑い芸人達（サバンナ八木を除く）が出演した。

2007年
- 1月13日~2月10日 - MBSラジオの高石送信所工事のため放送休止。休止期間中の1月30日火曜日（月曜深夜）には、うめだ花月で行われた公開録音の模様を放送。
- 8月4日 - 毎日放送主催のイベント「オーサカキング」で行われた公開録音の模様を放送。
- 12月30日 - 「ゴー傑P」放送枠の日曜日3:00（土曜日深夜）から3時間にかけて「オールザッツレイディオ」を放送。美崎や「ゴー傑P」メンバー等のお笑い芸人が登場した。

2008年
- 4月5日 - 番組改編で1:00から「MBSニュース」が放送されるようになったため、放送時間が5分短縮され1:05 - 2:00となった。
- 7月26日 - 潮芦屋浜ビーチで開催された「おもしろ祭りでゴーゴゴー！」での公開収録放送部分を放送。
- 8月2日 - 「オーサカキング」で行われた公開録音の模様を放送。
- 11月22日 - 番組内容をリニューアルし現在の形式に。
- 12月27日 - この日のみMBSニュースの放送時間が変更されたため、放送時間が5分延長され25:00から放送された。
- 12月30日 - 火曜日（月曜深夜）の1:05から4:30まで「オールザッツレイディオ」を放送。「ゴーJ!」、「ゴー傑P」等のMBSラジオの番組に出演しているお笑い芸人が出演した。

2009年
- 2月28日 - 2月22日に行われた公開録音（ゲストは、ケンドーコバヤシと銀シャリ）の模様を放送。
- 3月7日 - 番組終了を発表。陣内にとっては8年間出演し続けていたMBSラジオでのレギュラー番組が終了することとなった。
- 3月28日 - かつてぞんざいに扱ってしまったファンを招いて恩返しようという、かねてからの企画を実行。
- 4月4日 - 番組最終回。初代アシスタントの美崎悠と、「ゴーゴーモンキーズ」時代のアシスタント原史奈がゲスト出演した。

## 週代わり芸人記録
2008年
| 放送日   | 出演者                                                           |
| -------- | ---------------------------------------------------------------- |
| 4月5日   | サバンナ （御秒奈々 初回）                                       |
| 4月12日  | シャンプーハット                                                 |
| 4月19日  | すっちー＆たーちん                                               |
| 4月26日  | baseメンバー第6弾 鎌鼬                                           |
| 5月3日   | すっちー＆たーちん                                               |
| 5月10日  | baseメンバー第7弾 天竺鼠                                         |
| 5月17日  | シャンプーハット                                                 |
| 5月24日  | すっちー＆たーちん                                               |
| 5月31日  | サバンナ                                                         |
| 6月7日   | シャンプーハット                                                 |
| 6月14日  | baseメンバー第8弾 ハム                                           |
| 6月21日  | サバンナ                                                         |
| 6月28日  | すっちー＆たーちん                                               |
| 7月5日   | サバンナ                                                         |
| 7月12日  | シャンプーハット                                                 |
| 7月19日  | baseメンバー第9弾 GAG少年楽団                                    |
| 7月26日  | サバンナ・月亭八光・ケンドーコバヤシ・小籔千豊                   |
| 8月2日   | シャンプーハット                                                 |
| 8月9日   | baseメンバー第10弾 ヘッドライト                                  |
| 8月16日  | シャンプーハット                                                 |
| 8月23日  | サバンナ                                                         |
| 8月30日  | すっちー＆たーちん                                               |
| 9月6日   | baseメンバー第11弾 モンスターエンジン                            |
| 9月13日  | シャンプーハット                                                 |
| 9月20日  | すっちー＆たーちん                                               |
| 9月27日  | サバンナ                                                         |
| 10月4日  | baseメンバー第12弾 ジャルジャル                                  |
| 10月11日 | すっちー＆たーちん                                               |
| 10月18日 | シャンプーハット                                                 |
| 10月25日 | baseメンバー 銀シャリ（2回目）                                   |
| 10月31日 | サバンナ                                                         |
| 11月8日  | すっちー＆たーちん                                               |
| 11月15日 | シャンプーハット・すっちー・月亭八光（御秒奈々 最終回）          |
| 11月22日 | サバンナ・たむらけんじ                                           |
| 11月29日 | シャンプーハットてつじ・baseメンバー モンスターエンジン（2回目） |
| 12月6日  | 中川家・後藤輝基                                                 |
| 12月13日 | フットボールアワー・中川礼二                                     |
| 12月20日 | たむらけんじ・ シャンプーハットてつじ・八木真澄                  |
| 12月27日 | シャンプーハット小出水・すっちー＆たーちん                       |
| 1月3日   | シャンプーハット小出水・高橋茂雄・ミサイルマン西代洋             |
| 1月10日  | 銀シャリ(3回目)・プラスマイナス(2回目)                           |
| 1月17日  | シャンプーハット小出水・八木真澄                                 |
| 1月24日  | シャンプーハットてつじ・高橋茂雄                                 |
| 1月31日  | すっちー＆たーちん                                               |
| 2月7日   | 天竺鼠(2回目)・藤崎マーケット(2回目)                             |
| 2月14日  | シャンプーハット小出水・たーちん                                 |
| 2月21日  | シャンプーハットてつじ・高橋茂雄                                 |
| 2月28日  | ケンドーコバヤシ・銀シャリ(4回目)                                |

## スタッフ
- プロデューサー：渥美昌泰（初代）、新堂裕彦（2代目）